# Kabinett Scharon I
Das Kabinett Scharon I war die 29. Regierung des Staates Israel. Sie wurde am 7. März 2001 von Ariel Scharon (Likud) nach seinem deutlichen Sieg über Ehud Barak bei der Wahl des Ministerpräsidenten am 6. Februar 2001 gebildet.
Der Regierung gehörten Mitglieder folgender Parteien an: Likud, Awoda-Meimad (bis 2. November 2002), Schas, Jisra’el ba-Alija, Israel Beitenu, Zentrums-Partei, Nationale Union, Gescher, Derech Chadascha und Vereinigtes Thora-Judentum.
Die Regierung blieb bis zum 28. Februar 2003 im Amt.